# Русский витязь (самолёт)
«Ру́сский ви́тязь» (С-21 «Большой Русско-Балтийский») — первый в мире четырёхмоторный самолёт, давший начало тяжёлой авиации.
«Русский витязь» создан И. И. Сикорским — изобретателем-авиаконструктором в качестве опытного самолёта для стратегической разведки. Предусматривалось размещение как двух, так и четырёх моторов.

## История
И. И. Сикорский, ещё будучи студентом Киевского политехнического института, был приглашён на должность главного конструктора авиационного отдела акционерного общества Русско-Балтийского вагонного завода. К этому времени у него возникла идея создать гигантский самолёт с закрытой комфортабельной кабиной.
Своими планами И. И. Сикорский поделился с председателем совета директоров общества М. В. Шидловским, который поддержал молодого конструктора и распорядился начать финансирование работ за счёт фирмы. Предполагалось использовать самолёт на регулярных пассажирских линиях, для перевозки срочных грузов и для освоения Сибири. В военных целях самолёт мог быть использован в качестве стратегического разведчика.
Сикорский конструировал самолёт с 1911 года, в то время, когда ни один самолёт не мог поднять больше 500 кг. Многие эксперты предрекали проекту провал. Самолёт строился зимой 1912—1913 годов, назывался «Le Grand» (фр.: Большой). Исходно предполагались два мотора с толкающими винтами, потом число моторов удвоили — четыре двигателя двумя тандемами: один — толкающий, другой — тянущий. Уже в 1913 году Сикорский решил применить только тянущие винты, переместив все двигатели на переднюю кромку нижнего крыла. Таким образом все четыре двигателя распределились по размаху передней кромки нижнего крыла, а для необходимого в ту пору обслуживания двигателей в полёте на нижнем крыле предусмотрели проход.
Самолёт построили в авиационном отделе Русско-Балтийского вагонного завода в Санкт-Петербурге в начале 1913 года. Отдельные агрегаты и узлы самолёта изготавливались на самом заводе. Оттуда они перевозились на Комендантский аэродром, где проводилась окончательная сборка. Сначала самолёт имел название «Гранд Балтийский», в мае 1913 года переименован в «Большой Русско-Балтийский», а в конце июня — в «Русский Витязь». Это было связано с ростом патриотизма русского общества и отказа от иностранных названий.
Первый полёт 15 марта 1913 года прошёл успешно, самолётом управлял конструктор — И. И. Сикорский. За день до первого полёта конструктору «Русского витязя» студенту Санкт-Петербургского политехнического института Игорю Сикорскому исполнилось всего 24 года. В полёте проявился недостаток мощности двух двигателей. Самолёт отправили на доработку, к двум существующим двигателям с тянущими винтами добавили ещё два с толкающими винтами. Двигатели установили в ряд на передней части крыльев.
Испытательные и показательные полёты продолжались в мае-июне. В одном из полётов самолёт почти полчаса летал над центром Петербурга. На борту, кроме трёх членов экипажа, находились ещё четыре пассажира. По результатам полётов была произведена очередная доработка — все четыре двигателя установили в ряд на крыле, и на всех смонтировали тянущие винты. Перестановка двигателей дала заметную прибавку в тяге и улучшила взлётные характеристики. Уже 2 августа 1913 года на нём установлен мировой рекорд продолжительности полёта — 1 час 54 мин.
«Русский витязь» — четырёхмоторный многосекционный биплан с крыльями разного размаха. Его фюзеляж с деревянной рамой и фанерной обшивкой, похожий на трамвайный вагон. Были предусмотрены две пассажирских кабины и камера хранения запасных частей. Спереди — открытая площадка с прожектором и пулемётом. Испытательные полёты на Корпусном аэродроме показали, что перемещения пассажиров в кабине не нарушали устойчивость самолёта. Для взлёта требовалась поле длиной в 700 м. В июле 1913 года самолёт осмотрел император Николай II.
Испытывали «Русский витязь» недолго — 11 сентября 1913 года на 3-м конкурсе военных самолётов сорвавшийся с пролетавшего над «Русским витязем» самолёта «Меллер-II» двигатель упал на левую коробку крыльев, сильно повредив её. Самолёт не стали восстанавливать. К тому же дерево его конструкции успело отсыреть, что вызвало сомнения в прочности. Сикорский решил создать новый самолёт, названный впоследствии «Илья Муромец».
«Русский витязь» сыграл важную роль в истории авиации, став прообразом многомоторных самолётов. Второй тяжёлый многомоторный самолёт — «Илья Муромец» — построили в октябре 1913 года.

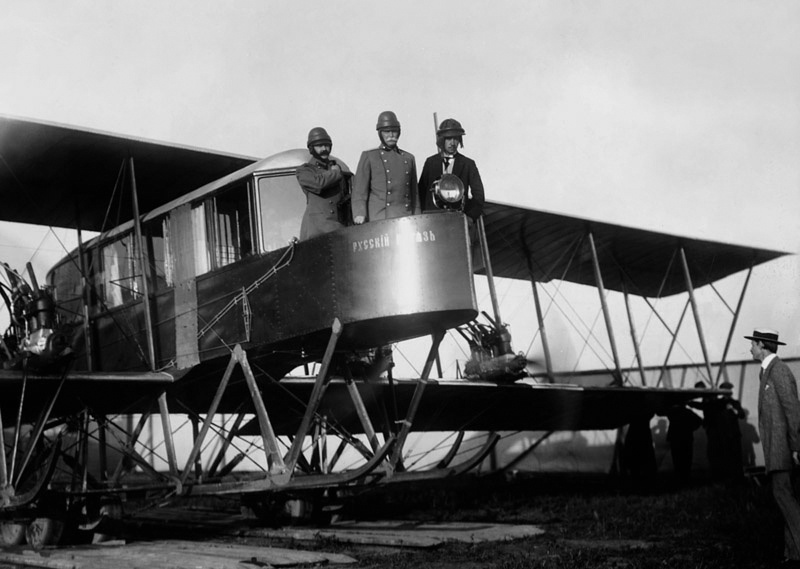
И. И. Сикорский (справа) и генерал А. В. Каульбарс (в центре) на самолёте «Русский витязь»
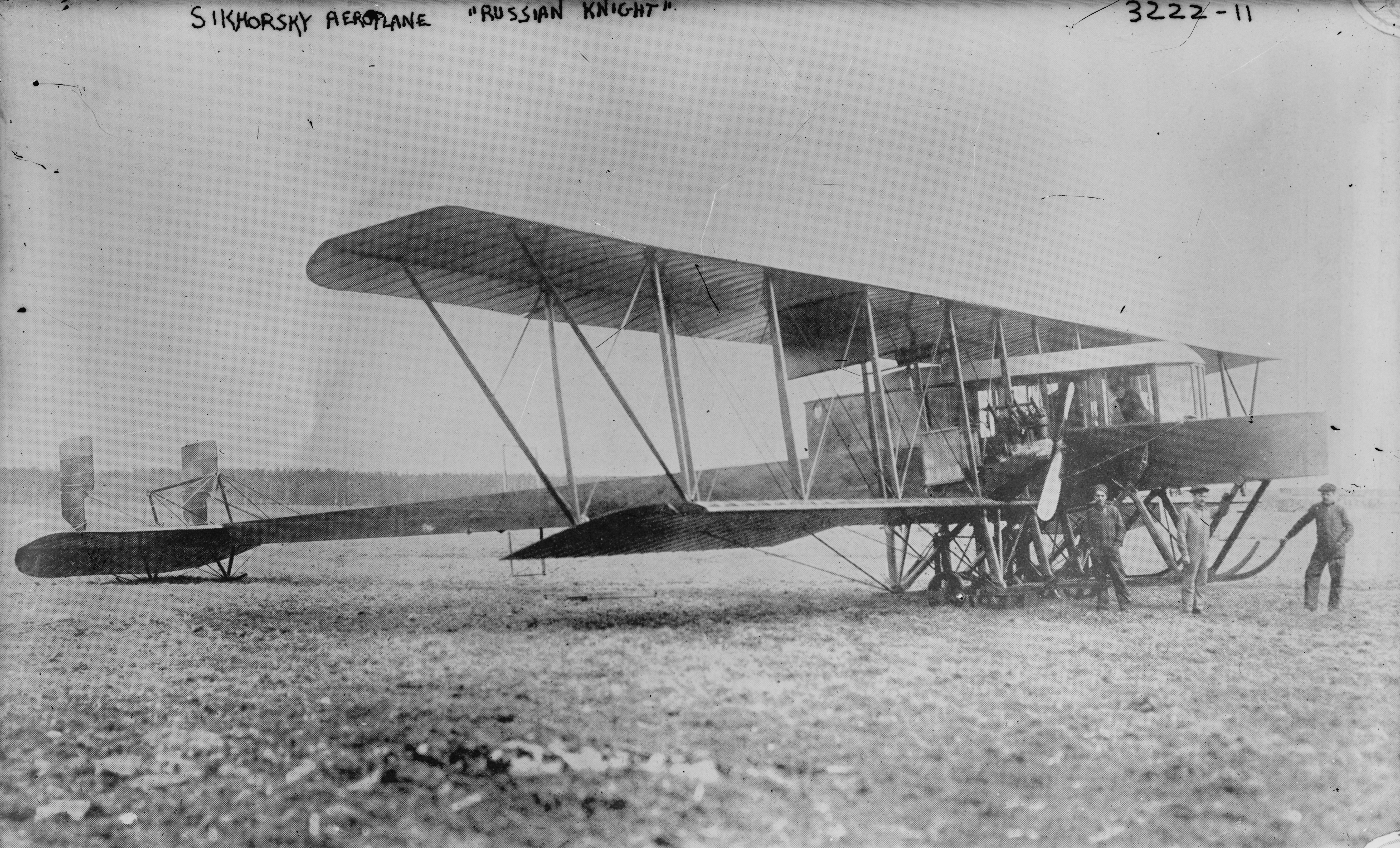
Ранняя двухмоторная модификация самолёта
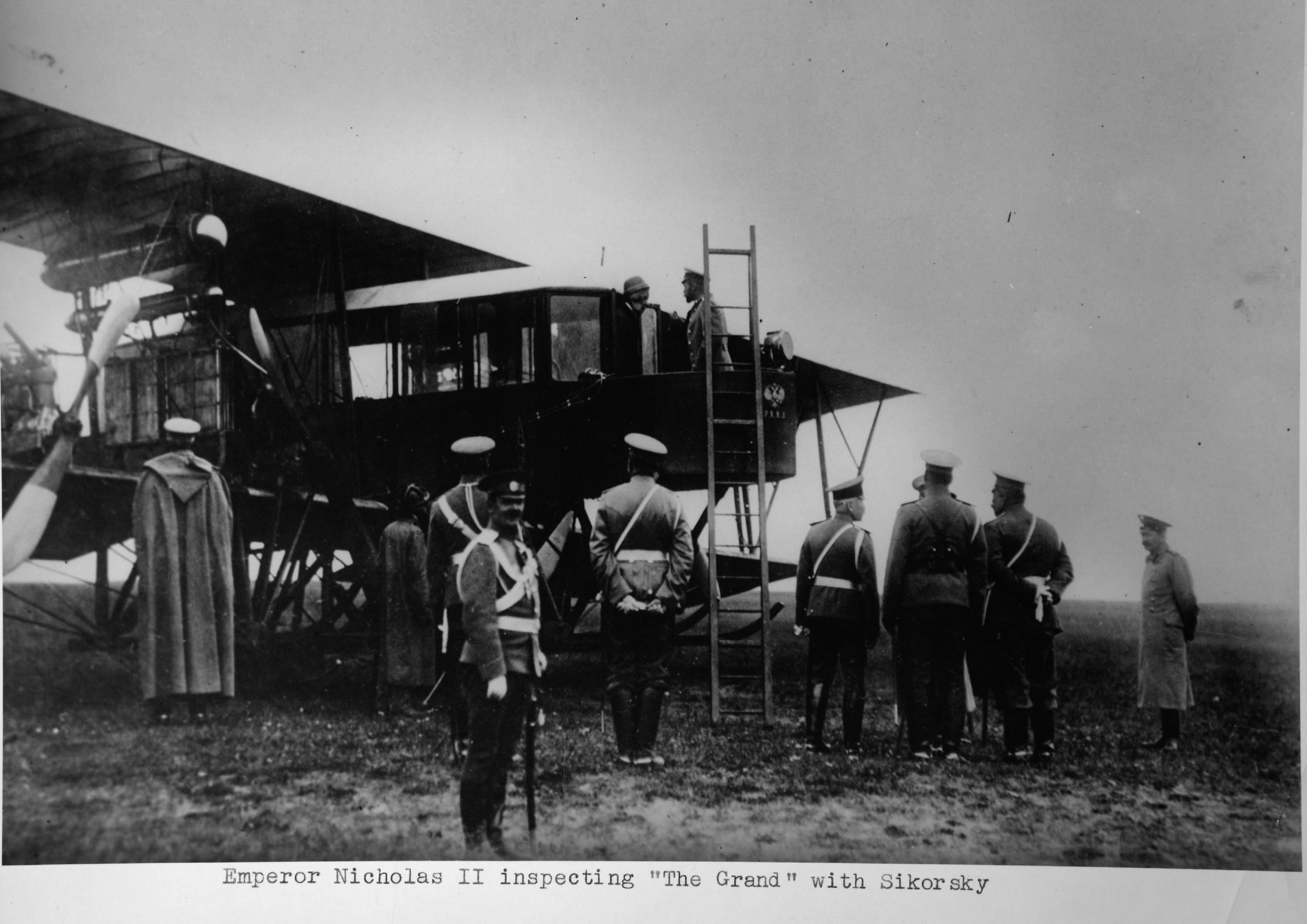
Осмотр самолёта «Русский витязь» императором Николаем II (Игорь Сикорский рядом с императором), 1913 год

## Конструкция
«Русский витязь» — четырёхмоторный многостоечный цельнодеревянный биплан, нижнее крыло которого было короче верхнего, классической схемы с закрытой кабиной и колесным шасси.
- Фюзеляж — прямоугольного сечения, деревянный ферменной конструкции из ясеня с обшивкой из трехслойной фанеры. В средней и носовой частях фюзеляжа ширина составляла 1,4 м, а высота — 0,9 м. Каркас фюзеляжа был усилен шпренгелями с растяжками из рояльной проволоки, контроль натяжения растяжек определялся на звук. Сборка деревянных частей каркаса выполнялась на латунных винтах и столярном клее. Обшивка хвостовой части фюзеляжа — полотняная, покрытая лаком. В центре фюзеляжа находился пассажирский салон, который своей формой напоминал вагон. В носовой части фюзеляжа располагалась открытая площадка с ограждением, где был установлен прожектор для полётов в ночное время. В случае использования самолёта в боевых условиях здесь планировалась установка пулемёта. Остеклённый салон был разделён на два отсека. В первом отсеке находились пассажиры и экипаж, в передней части отсека — места для двух пилотов, отделённые от пассажирского салона стеклянной перегородкой с дверью. В пассажирском салоне было установлено шесть плетённых кресел со столиком, в задней части салона размещался умывальник и шкаф для одежды. Под полом кабины установили аккумуляторы для системы освещения кабины. Второй отсек предназначался для хранения различных запасных частей, инструментов и оборудования. Предполагалось, что при возникновении каких-либо поломок их можно будет исправить прямо в полёте[1].
- Крыло — четырёхстоечная бипланная коробка, верхнее крыло — размах 27 м, нижнее крыло — размах 20 м. Хорды обеих крыльев одинаковые. Оба крыла — прямоугольные в плане, по передней и задней кромкам — нулевая стреловидность. Оба крыла состояли из центроплана и двух отъёмных частей крыла. На верхних отъёмных частях крыльев были установлены элероны. Расстояние между верхним и нижнем крыльями составляло 2,5 м. Силовой набор крыльев аналогичен и состоял из двух лонжеронов, кромочных профилей и нервюр. Лонжероны коробчатые — изготовлены из сосны и фанеры толщиной 5 мм. Нервюры из 8-мм фанеры и сосновых реек. Обшивка — полотняная, пропитанная лаком[1].
- Хвостовое оперение располагалось на хвостовой части фюзеляжа и состояло из горизонтального оперения и двухкилевого вертикального оперения. Горизонтальное оперение — несущее, монопланное — большой площади, состояло из стабилизатора и руля высоты. Стабилизатор имел в плане прямоугольную форму со скруглёнными углами. Силовой набор стабилизатора состоял из силовой передней кромки, являвшейся передним вспомогательным лонжероном, задним лонжероном и нервюрами. Каркас руля высоты состоял из одного лонжерона, кромочной рейки и нервюр. На хвостовой части фюзеляжа и на стабилизаторе была установлена пространственная рама для расчалок вертикального оперения[1]. Вертикальное оперение состояло из двух цельноповоротных поверхностей, выполнявших функции киля и руля направления. Рули направления с роговой компенсацией. Каркас вертикального оперения состоял из лонжерона, кромочных реек и нервюр. Лонжерон вертикального оперения нижней части заканчивался шкворнем, который был установлен в подшипниковый узел на лонжероне стабилизатора и являлся валом, обеспечивающим его поворот. Каркас хвостового оперения — деревянный с полотняной обшивкой. Общая жёсткость оперения обеспечивалась подкосами и растяжками.
- Шасси — трёхопорное с двумя основными и одной хвостовой опорой. Основные опоры — противокапотажные лыжи и две тележки с двумя парами одинарных колёс каждая. Каждая тележка подвешивалась к раме лыж на четырёх пружинных амортизаторах. Хвостовая опора — костыльного типа с амортизатором[1].
- Силовая установка — на каждом из нижних крыльев устанавливались по два поршневых четырёхцилиндровых двигателя водяного охлаждения «Аргус», мощностью по 100 л. с. Двигатели были размещены на высоких фермах, обшивка которых закрывала нижнюю часть картера, капоты не устанавливались. Воздушные винты — тянущие двухлопастные деревянные диаметром 2,6 м. Топливные баки из латуни. Запас топлива 200—250 кг. Расход топлива 90-100 кг в час[1].
- Управление — тросовое, дублированное, с помощью двух штурвалов и педалей, по трём независимым каналам: тангаж, крен и рыскание. В кабине экипажа установлены два одинаковых поста управления по правому и левому бортам. Регулировка оборотов двигателей осуществлялась с помощью четырёх акселераторов с общим и индивидуальным управлением[1].
- Приборное оборудование — часы, тахометр, высотомер и компас[3].

## Технические данные

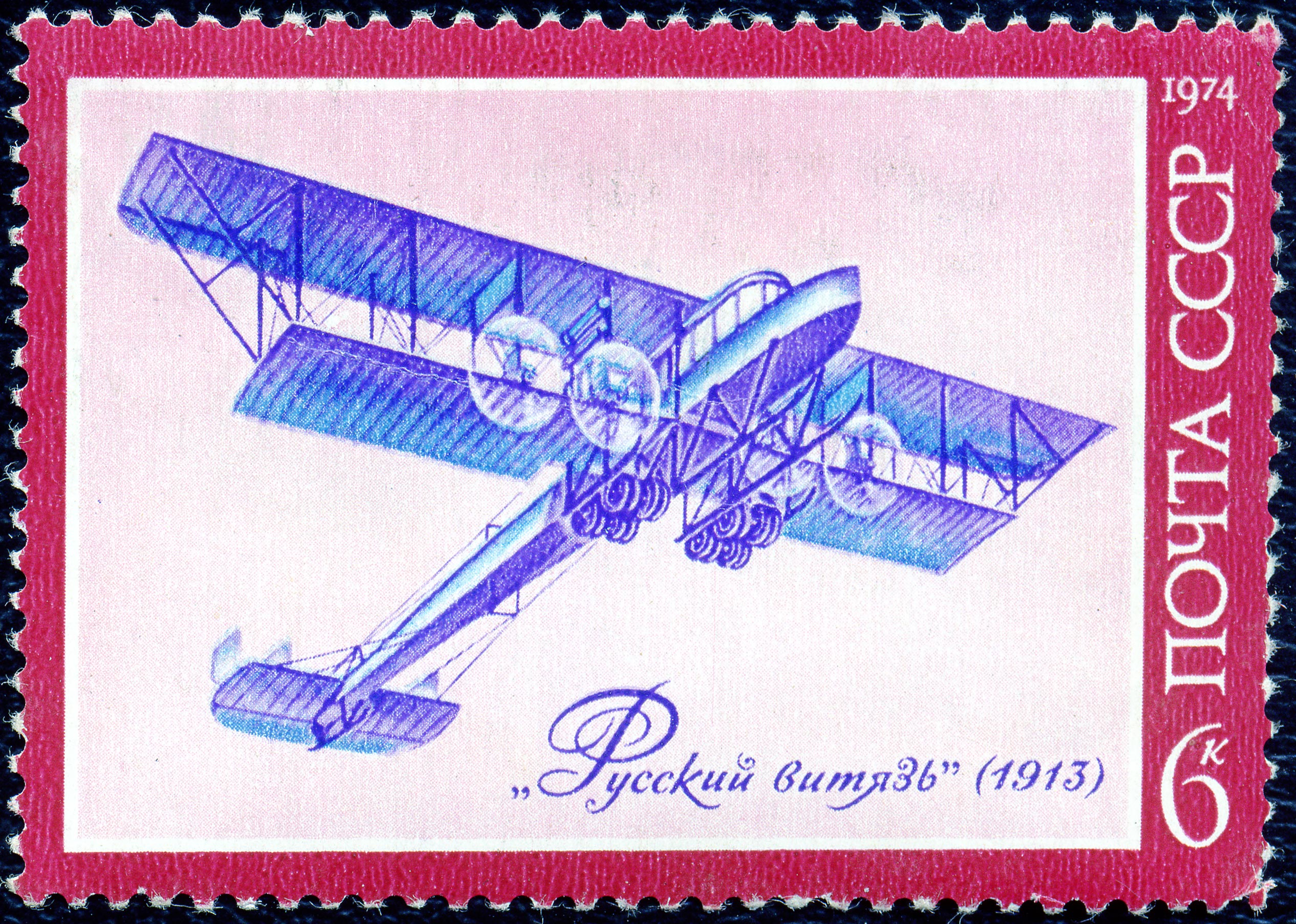
«Русский витязь». Почтовая марка СССР, 1974 год

| название                    | значение                      |
| --------------------------- | ----------------------------- |
| длина                       | 20 м                          |
| максимальный размах крыльев | 27 м                          |
| площадь крыльев             | 120 м²                        |
| высота                      | 4 м                           |
| силовая установка           | 4 двигателя Argus Motoren[en] |
| мощность каждого двигателя  | 100 л. с. (74 кВт)            |
| крейсерская скорость        | 77 км/ч                       |
| максимальная скорость       | 90 км/ч                       |
| дальность полёта            | 170 км                        |
| количество мест             | 3 члена экипажа + 4 пассажира |
| практический потолок        | 600 м                         |
| масса без нагрузки          | 3400 кг                       |
| масса с нагрузкой           | 4000 кг                       |
| максимальная масса          | 4940 кг                       |